# JAPAN PLAYERS CHAMPIONSHIP
JAPAN PLAYERS CHAMPIONSHIP by サトウ食品（ジャパンプレーヤーズチャンピオンシップ・バイ・サトウしょくひん）は2021年から開催されているジャパンゴルフツアー選手会（JGTPC）の主催、日本ゴルフツアー機構（JGTO）共催の男子プロゴルフトーナメント。

## 概要
2020年12月25日に発表された2021年のJGTOツアー日程に続いてジャパンゴルフツアー選手会が会見を行い、選手会長の時松隆光と同副会長で事務局長の池田勇太が揃って本大会の開催について説明が行われた。本大会は選手たちが主導でスポンサーを探し、アイディアや夢を持ち寄り作り上げていく新しい形の大会となる。
発表当初はスイスの腕時計ブランド・リシャール・ミルの特別協賛を得て開催されることになっていたが、同社が2021年2月24日、「コロナによる緊急事態宣言の延長、また諸事情により」降板。その後新たなスポンサーを探していたところ、新潟県に本社を置き、切り餅やパック入りご飯などを製造するサトウ食品が新たな特別協賛社として名乗りを挙げ施行されることになった。なおサトウ食品は旧社名の「佐藤食品工業」時代の2002年から2004年まで『サトウ食品NST新潟オープンゴルフトーナメント』の特別協賛を務めた実績がある。
2021年は賞金総額5000万円、優勝賞金1000万円で栃木県那須塩原市の西那須野カントリー倶楽部で施行。また優勝副賞としてサトウのごはん10年分が贈られる。さらに上位3位タイまでに入った選手は6月に開催される『日本ゴルフツアー選手権 森ビルカップ ShiShido Hills』（茨城県笠間市・宍戸ヒルズCC西コース）の出場権が与えられる。

## 歴代優勝者
| 開催回 | 開催年               | 優勝者名   | スコア     |
| ------ | -------------------- | ---------- | ---------- |
| 第5回  | 2025年6月26日 ｰ 29日 | 生源寺龍憲 | -23（261） |
| 第4回  | 2024年6月20日 ｰ 23日 | 石川遼     | -21（267） |
| 第3回  | 2023年6月23日 ｰ 25日 | 谷原秀人   | -24（264） |
| 第2回  | 2022年6月23日 ｰ 26日 | 稲森佑貴   | -23（265） |
| 第1回  | 2021年5月6日 - 9日   | 片岡尚之   | -15（273） |

## テレビ中継
- テレビ中継はCS放送のゴルフ専門チャンネル・ゴルフネットワークで4日間生中継。またスカパー!でも3日目までは無料放送[3][6]。一方地上波での放送は行わない。